# Martinskapelle (Tschafein)

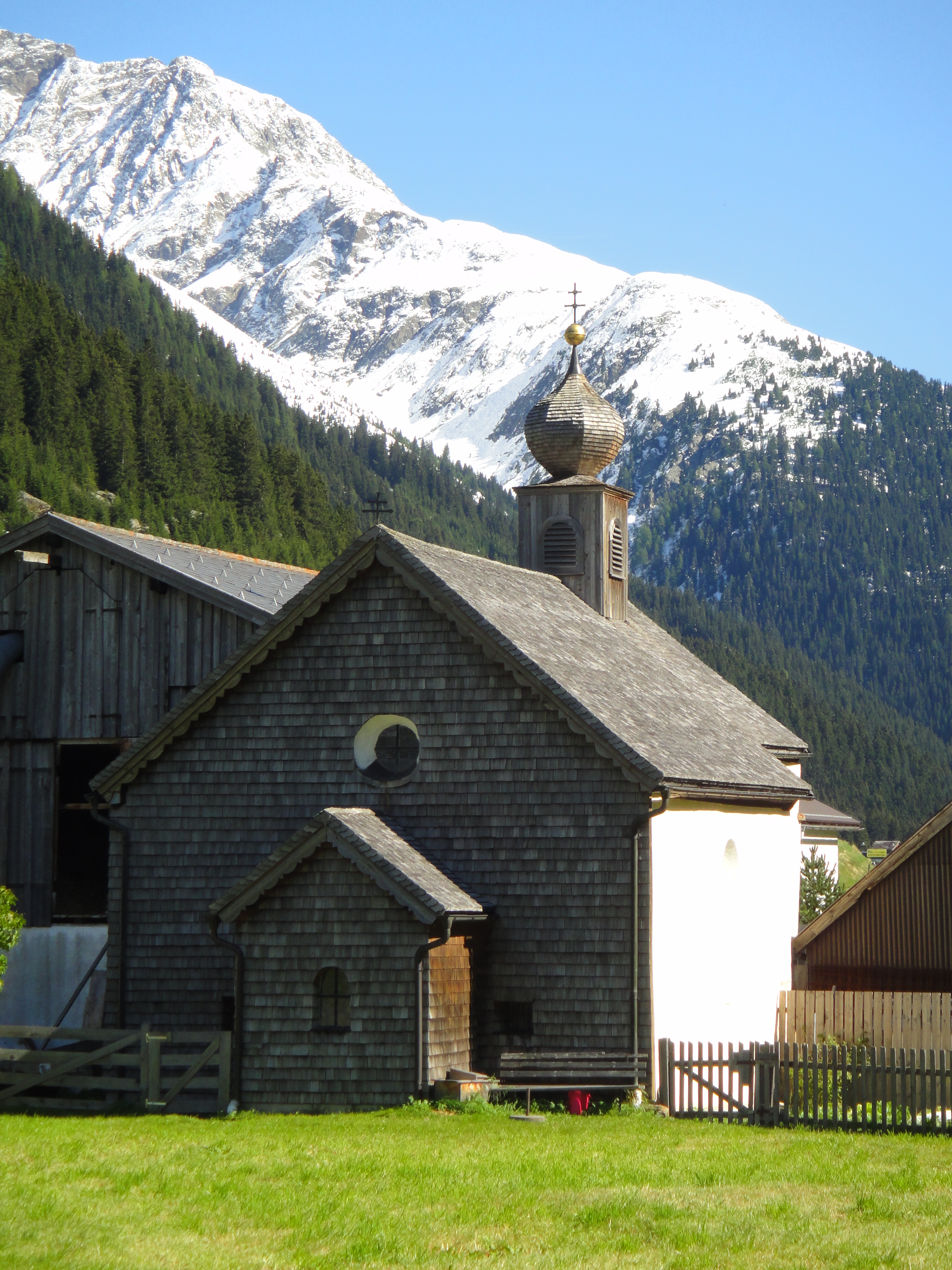
Südwestseite der Kapelle

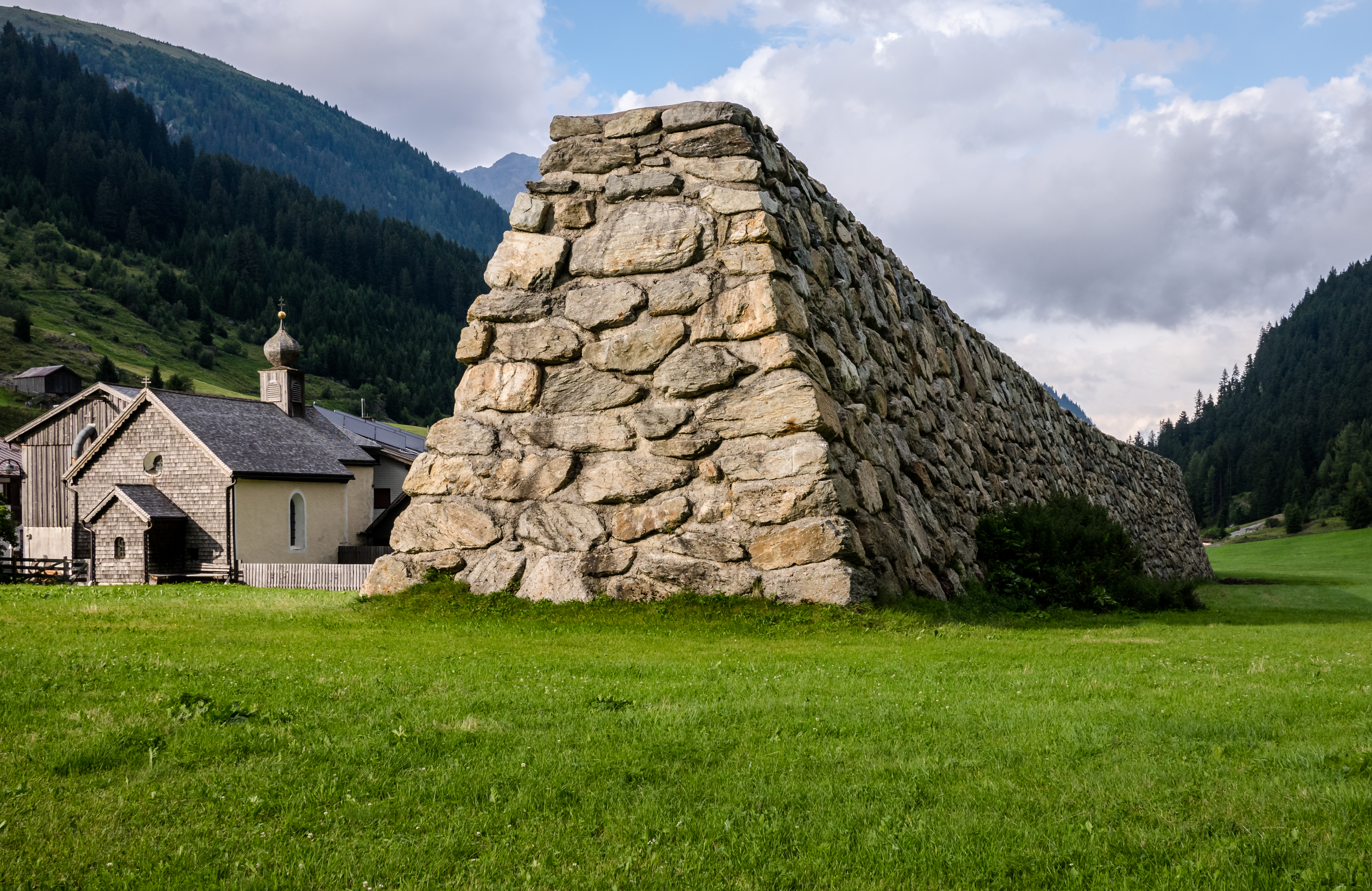
Lawinenschutz vor der Kapelle

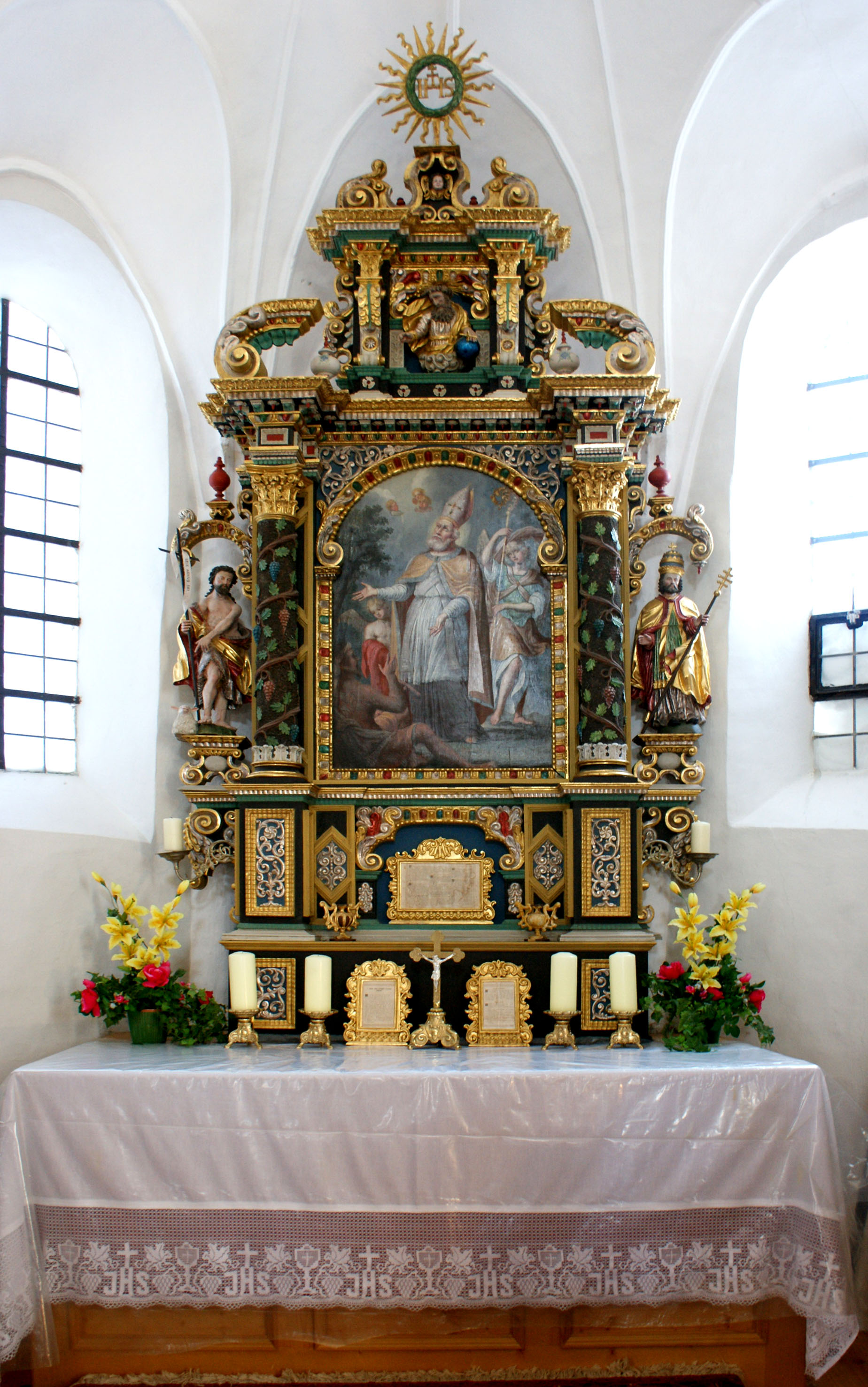
Innenansicht

Die römisch-katholische Kapelle Hl. Martin steht etwa 1600 Meter talauswärts vom Ortskern im Weiler Tschafein auf dem Gemeindegebiet von Galtür. Die Kapelle steht unter Denkmalschutz (Listeneintrag).

## Geschichte
Um das Jahr 1624 wurde ein erster Bau der Kapelle errichtet. Im Jahr 1672 wurde aufgrund einer bedrohlichen Viehkrankheit ein Bittgesuch an den zuständigen Bischof in Chur gerichtet, um dreimal im Jahr eine heilige Messe in der Hl.-Martins-Kapelle feiern zu dürfen. Diesem Gesuch wurde stattgegeben, worüber eine Urkunde im Pfarrarchiv in Galtür vorliegt. Im Jahr 1679 zerstörte ein Hochwasser die Kapelle, die jedoch im selben Jahr wieder auferbaut wurde. 1835 verschüttete eine Lawine das nahegelegene Haus Nummer 64 und tötete 10 Personen. Noch im selben Jahr, im Monat September wurde in der Kapelle ein Kreuzweg eingeweiht. Am 10. November 1951 erhielt sie eine kleine Glocke.

## Baubeschreibung
Das im Volksmund als „Martinskapelle“ bekannte Gotteshaus ist eine relativ große, gemauerte Kapelle. Der Saalbau mit Holztonne und eingezogenem stichkappengewölbten Chor hat einen hölzernen Glockenstuhl. Die Wetterseite ist mit Schindeln verschalt und besitzt einen Vorbau über dem Eingang. Betraum und Chor sind durch Rundbogenfenster gegliedert.
Der Innenraum ist zweigeteilt in den Chorraum mit einem zarten gotischen Rippengewölbe und dem Kapellenschiff mit einer gewölbten Holzdecke mit Brandmalerei. Passend dazu sind die Chorstühle und die Eingangstüre. Außerdem besitzt die Kapelle eine Empore, mit einer Bank an der Rückwand, einer Betbank und der Brüstung. Vor dem Aufgang zur Empore wurde ein schmiedeeisernes Abschlussgitter eingebaut.
Der Hauptaltar ist aus den Jahren um 1680 und zeigt im Mittelgemälde den Kapellenpatron, den heiligen Martin. Der rechte Seitenaltar weist eine Besonderheit auf: Er besteht aus einem Flügelaltar von 1624 auf den ein aus späterer Zeit stammender kleiner Altar aufgesetzt wurde, eine „Umtragemuttergottes“, vermutlich aus dem Engadin stammend. Am linken Seitenaltar zeigt das Altargemälde Maria Hilf unter einem grünen Baldachin.